# Andorras herrlandslag i fotboll
Andorras herrlandslag i fotboll representerar Andorra i fotboll för herrar. Landslaget är styrt av Federació Andorrana de Futbol, Andorras fotbollsförbund.

## Historik
Andorras fotbollsförbund bildades 1994 och blev 1996 medlem av Fifa.
Laget är bland de sämre i Europa och spelade sin första landskamp hemma i Andorra la Vella den 13 november 1996 mot Estland. Den matchen förlorade Andorra med 1–6. Agusti Pol blev först med att göra ett landslagsmål för Andorra. Sin första poäng tog laget 1998 efter en mållös landskamp hemma mot Azerbajdzjan.
Kvalspelet till EM 2000 var Andorras första större tävlingsdeltagande i fotboll för herrar.
Andorra har hittills (juni 2024) vunnit tretton matcher, med 3–0 borta mot San Marino 2021 som största seger. 
Bland de mest framträdande spelarna i laget är Marc Pujol som professionellt spelar i den spanska klubben Balaguer i Tercera División. Tidigare spelade han för den franska klubben Sedan.

### EM-Kval Historia
Andorras första framträdande i tävlingssammanhang var i kvalet till EM 2000. Man förlorade där samtliga tio matcher, och avslutade med målskillnaden 3–28. Kvalets största förlust kom mot Ryssland borta med 1–6. Mot Ryssland hemma förlorade man dock bara med 1–2. Och mot de regerande världsmästarna (och kommande europamästarna) Frankrike förlorade man bara med 0–1 hemma efter ett sent straffmål och 0–2 borta efter att man hållit 0–0 i paus.
I kvalet till EM 2004 blev det samma historia poängmässigt: åtta matcher utan poäng. Däremot förlorades ingen av matcherna med fler än tre mål, och de resultatmässigt bästa matcherna var mot Bulgarien borta (1–2) och Belgien hemma (0–1). Målskillnaden i detta kval skrevs till 1–18. 
Andorra förlorade i kvalet till EM 2008 återigen samtliga matcher och slutade sist i sin grupp. De största förlusterna kom mot Kroatien (0–7 borta och 0–6 hemma) och England (0–5 borta). Andorras enda två mål kom på bortaplan mot Israel (1–4) och Estland (1–2). I matchen mot Estland var Andorra nära en poäng efter en sen kvittering, men Estland avgjorde på övertid. Även mot Ryssland hemma förlorade man med uddamålet (0–1) Andorra blev tillsammans med Färöarna och San Marino de enda poänglösa lagen i detta kval, och tillsammans med San Marino gjorde Andorra minst mål i kvalet (två). I kvalet till EM 2012 blev det ett facit man var bekant vid, Andorra förlorade även denna gång samtliga matcher, den största smällen i kvalet var en 0–6-förlust borta mot Ryssland. Andorras enda mål gjorde Cristian Martínez borta mot Irland, denna match slutade 1–3 till irlänningarna. Men det blev även milda resultat; mot Slovakien, som slagit ut Italien i VM 2010, förlorade Andorra båda matcherna med 0–1. Även matchen borta mot Makedonien slutade med en 0–1-förlust. I kvalet till EM 2016 kom Andorra sist. Man lyckades få in 2 straffmål, Ildefons Lima gjorde båda två. Mot Wales (2-1) och mot Belgien (4-1). Ett självmål mot Cypern gjord av Dossa Junior (3-1)
Andorras bästa EM-kval hittills är kvalet till turneringen 2020. Andorra vann Moldavien hemma med 1-0 i oktober 2019 i sin första EM-kvalvinst någonsin. Andorra fick en pinne med sig i matchen borta i Albanien en månad efter vinsten mot Moldavien. Matchen slutade 2-2. Det var dessutom första gången där Andorra inte hamnade sist i ett gruppspel. Man hamnade före Moldavien med ett poäng. I Albanienmatchen borta blev också Cristian Martínez historisk då han blev den första andorranska spelaren att göra två mål i en och samma match.

### VM-kval Historia
Kvalet till VM 2002 blev det första VM-kvalet för Andorras del, i grupp 2 tillsammans med Portugal, Irland, Nederländerna, Estland och Cypern. Väl där blev det tio raka förluster. Bästa matcherna var mot Estland, 1–2 hemma och 0–1 borta, och 2–3 hemma mot Cypern. Denna förlust är den enda matchen i ett kval som Andorra gjort mer än ett mål. Målskillnaden blev 5–36. Emiliano González, Ildefons Lima (två mål), Justo Ruiz och Robert Alonso gjorde Andorras mål. Andorra var nära att skrälla borta mot Estland och hemma mot Cypern, mot Estland då Estlands segermål kom på straff och Cyperns segermål kom på övertid. I kvalet till 2006 års VM kom lagets hittills största framgångar. 1–0 hemma och 0–0 borta blev det mot Makedonien. Man tog även en poäng (0–0) hemma mot Finland. Det innebar 5 poäng, men ändå är 1–0-vinsten mot Makedonien den första matchen Andorra vunnit i ett kval. Andorra gjorde 4 mål, dessa gjorde Marc Pujol, Marc Bernaus, Fernando Silva och Gabriel Riera. I bortamatchen mot Armenien var Andorra nära på att skrälla, men Andorra förlorade med 1–2. I kvalet till VM 2010 nådde Andorra inga framgångar. Laget förlorade alla matcher med bl.a. 0–6 mot Ukraina. Andorra gjorde denna gång tre mål, två gjordes mot Vitryssland och ett mot Kazakstan. Målen gjorde Marc Pujol, Ildefons Lima och Oscar Sonejee. I Kvalet till VM 2014 skedde samma sak som föregående, inga framgångar. Andorra var det enda landet i kvalet som inte fick några mål alls.
I kvalet till VM 2018 skrällde man rejält när man hemma lyckades slå Ungern med 1-0 via ett mål av Marc Rebés. I matchen innan fick man en pinne mot Färöarna hemma. Man fick fyra poäng totalt i kvalet vilket var första gången sedan 2005 man tog poäng.

### Nations League
Andorras första Nations League-deltagande (2018) slutade med en sistaplats, men däremot lyckades man ta fyra poäng efter fyra oavgjorda matcher. De två övriga matcherna slutade med förluster. Däremot kom ingen av förlusterna på hemmaplan.
I den andra upplagan (2020) gick det sämre, men man tog ändå två poäng efter oavgjort borta mot Lettland och hemma mot Malta.